# Reventador
El Reventador és un estratovolcà de l'Equador, que s'eleva fins al 3.562 msnm. Està situat a l'extrem oriental de la serralada andina, en una zona de transició cap a la selva amazònica. Des de 1541 ha entrat en erupció més de 25 vegades, tot i que la seva ubicació aïllada fa que moltes d'elles no hagin estat informades.
L'erupció històrica més gran va tenir lloc el 2002. Durant aquesta erupció columna eruptiva va assolir una alçada de 17 quilòmetres i els fluxos piroclàstics van arribar a 7 quilòmetres del con. El 30 de març de 2007 va expulsar cendres a una alçada d'uns 3,2 quilòmetres. No es van registrar ferits ni danys. La seva erupció més recent va començar el 27 de juliol de 2008, i s'ha mantingut en estat d'erupció continuada (esdeveniments eruptius intermitents sense una pausa de 3 mesos o més) a partir del 15 d'octubre de 2021.
El Reventador forma part d'una cadena de volcans de la Serralada Oriental, molt més a l'est que el principal eix volcànic de la regió. El volcà s'eleva per sobre les selves de la conca occidental de l'Amazones i els flancs estan densament revestits de boscos. El volcà té una caldera de 4 km de diàmetre, oberta cap a l'est com a conseqüència d'un enfonsament de l'estructura. A l'interior de la caldera hi ha un estratovolcà, sense vegetació, que s'eleva uns 1.300 metres i que és la principal font de l'activitat volcànica actual. Les laves són andesítiques.